# Егзарх
Егзарх је термин који долази од старогрчке ријечи ἔξαρχος и означава носиоца различитих историјских функција, од којих су неке политичке или војне, а друге црквене.
У касном Римском царству и раној Византији, егзарх је био управник или заповједник одређене територије. Од краја 3. вијека или почетка 4. вијека, сваком римском дијацезом управљао је викар који је имао титулу „егзарха” у источним дијеловима царства у којима је био доминантан грчки језик или употреба грчке терминологије, иако је латински био језик царске администрације од нивоа провинција све до 440-их (грчки преводи су слати са званичним латинским текстом). Дужност егзарха као управитеља с проширеним политичким и војним овлашћењима касније је створена у Византији, који је имао надлежност над одређеном територијом, која је обичном била погранична област удаљена од пријестонице Константинопоља.
У источним хришћанским црквама (православне, древноисточне и источнокатоличке), термин егзарх имао три различита значења: митрополит који обавља дужност егзарха је замијеник патријарха и има власт над епархијама одређене црквене регије (дакле, положај између патријарха и регуларног митрополита) или помоћни или титуларни епископ именован за егзарха одређене скупине вјерника која још увијек није довољно велика или довољно организована да би се створила епархија (дакле еквивалент апостолском викару) или свештеник или ђакон које епархија именује за свог извршног представника у разним областима епархијске управе (у Византији, извршни егзарси су обични прикупљали епархијске приходе за мјесне епископе).